# Popești (Bihor)
Popeşti è un comune della Romania di 8 224 abitanti, ubicato nel distretto di Bihor, nella regione storica della Transilvania.
Il comune è formato dall'unione di 7 villaggi: Bistra, Budoi, Cuzap, Popești, Varviz, Vărzari, Voivozi.
Di particolare interesse il monastero dedicato ai SS. Arcangeli Michele e Gabriele (Sfinţii Arhangheli Mihai şi Gavril) nel territorio del villaggio di Voivozi.